# Frente de Todos (coalición de 2019)
El Frente de Todos fue una coalición política peronista y progresista de Argentina, gobernante en el periodo 2019-2023, a raíz de su triunfo en las elecciones nacionales de 2019. A pesar del uso de la palabra «TODOS» en la inscripción formal de la alianza, tanto el logo (con un sol en lugar de la letra o), como el primer spot de campaña del candidato presidencial Alberto Fernández, señalaron que la expresión debe ser entendida con un significado inclusivo de género, como «todos», «todas» y «todes».
La coalición tuvo su eje en la convergencia de cuatro grandes sectores políticos: el Partido Justicialista, el de mayor cantidad de afiliados del país, el kirchnerismo,  liderado por la expresidenta Cristina Fernández de Kirchner, la mayoría de los gobernadores peronistas y el Frente Renovador, liderado por Sergio Massa. Al mismo se sumaron también sectores desprendidos del massismo, el Movimiento Evita, Proyecto Sur liderado por Pino Solanas, el partido Somos de la diputada Victoria Donda, y dos partidos radicales, el Movimiento Nacional Alfonsinista liderado por el diputado Leopoldo Moreau y el Partido de la Concertación FORJA, liderado por Gustavo López. También hay tres partidos comunistas: el Partido Comunista, Partido Comunista (Congreso Extraordinario) y el Partido del Trabajo y del Pueblo. También integran la coalición la Unidad Socialista para la Victoria, liderado por Jorge Rivas, el Partido Solidario liderado por Carlos Heller, y Nuevo Encuentro liderado por Martín Sabbatella, entre otras fuerzas políticas.
El frente contó, además, con el respaldo de la Confederación General del Trabajo y de las dos vertientes de la Central de Trabajadores de la Argentina.
El Frente de Todos triunfó en primera vuelta, con 48,24 % de los votos, venciendo al presidente Mauricio Macri de Juntos por el Cambio, que buscaba su reelección. Como vicepresidenta resultó elegida Cristina Fernández de Kirchner. El Frente ganó en 18 de los 24 distritos electorales del país, incluyendo la provincia de Buenos Aires –donde habita el 39 % de la población argentina– y obtuvo 13 de las 24 bancas de senadores en juego y 64 de las 130 bancas de diputados.

## Historia

### Elecciones presidenciales de 2019
La coalición comenzó a ser gestada a comienzos de 2018, el 3 de febrero de 2018, en un acto de Alberto Rodríguez Saá y Jorge Capitanich organizado en Resistencia bajo el lema «Hay 2019». Con este frente se busca la unión de todos los sectores del peronismo (incluyendo al kirchnerismo), y fuerzas políticas progresistas, radicales, de centro izquierda y de izquierda, con el fin de evitar la continuidad de Mauricio Macri en el poder.
El 28 de septiembre de 2018 se lanzó el espacio en el estadio del club Ferrocarril Oeste. Dentro de esta alianza en formación se ubica la agrupación Red por Argentina, espacio que se creó luego de la ruptura del bloque Frente Renovador en la Cámara de Diputados. En donde Felipe Solá, Facundo Moyano, Daniel Arroyo, Fernando Asencio y Jorge Toboada abandonaron el espacio para unirse a los bloques Libres del Sur de Victoria Donda y Peronismo para la Victoria de Leonardo Grosso.
La Confederación General del Trabajo, a través de su secretario general Héctor Daer, pidió en marzo de 2019 que el peronismo se presente unido a las elecciones presidenciales. En los siguientes meses esto comienza a ocurrir en las elecciones provinciales a lo largo del país. En abril de 2019 el peronismo se presenta unido en las elecciones a gobernador de Santa Fe y Entre Ríos. En la provincia de Buenos Aires los principales precandidatos se muestran juntos en un acto, incluyendo a Axel Kicillof, Verónica Magario, Fernando Espinoza y Martín Insaurralde.
A las diferentes variantes del partido peronista se le suman entre marzo y mayo otros partidos de centroizquierda, como Proyecto Sur del senador Pino Solanas, y Somos de la diputada Victoria Donda. Otras agrupaciones políticas que han adherido al espacio son el Frente Patria Grande, el Partido de la Cultura, la Educación y el Trabajo (PCEyT), Unidad Popular, Kolina, Partido de la Victoria, Nuevo Encuentro, el Partido del Trabajo y la Equidad, Partido Solidario y el Movimiento Yrigoyenista.
El 18 de mayo de 2019 Cristina Fernández de Kirchner anunció mediante un video publicado en las redes sociales que será candidata a vicepresidenta de Alberto Fernández. Ese mismo día, Felipe Solá y Agustín Rossi anunciaron el retiro de sus precandidaturas en favor de Alberto Fernández. el 20 de junio de 2019 Daniel Scioli anunció que no se presentaría como precandidato en las elecciones primarias de agosto, con lo que no habría competencia interna dentro del espacio.
El 12 de junio de 2019, pocas horas antes de que venciera el plazo para inscribir las coaliciones electorales, se anunció que el Frente Renovador había decidido sumarse al espacio, y poco tiempo después se anunció que el nombre de la coalición sería de Frente de Todos. En un principio se habló de que Sergio Massa competiría con Fernández en las PASO, pero finalmente esta opción fue descartada; Sergio Massa se presentó como primer candidato a diputado nacional por la provincia de Buenos Aires y Alberto Fernández fue elegido como único candidato a presidente.
El 11 de agosto de 2019 la fórmula del Frente de Todos obtuvo el primer puesto en las elecciones primarias presidenciales, con el 47,79 % de los votos válidos, frente al 31,8 % de Mauricio Macri, en ese momento presidente de la Nación.
Dos meses y medio más tarde, el 27 de octubre de ese mismo año, Alberto Fernández ratificó el triunfo de las PASO, al derrotar a Mauricio Macri y convirtiéndose en el presidente electo de Argentina.

### Crisis postelectoral de 2021
La coalición sufrió una severa crisis interna tras la celebración de las elecciones primarias legislativas de 2021. La misma se sucitó tras los resultados de dicha primaria, en la que el frente fue derrotado en los principales distritos, particularmente en la Ciudad de Buenos Aires y la Provincia de Buenos Aires. Tres días más tarde, el 15 de septiembre, ocho funcionarios, todos ellos alineados con la vicepresidenta Cristina Fernández, pusieron su renuncia a disposición del presidente Fernández. La lista de los primeros renunciantes incluye a Eduardo de Pedro, Martín Soria, Roberto Salvarezza, Luana Volnovich, Fernanda Raverta, Tristán Bauer, Paula Español y Juan Cabandié. En enero del 2022, Máximo Kirchner renuncia a la jefatura del bloque por la cual La Cámpora empieza a distanciarse de Alberto Fernández por su disconformidad del acuerdo con el Fondo Monetario Internacional.
El 22 de febrero de 2023 el interbloque del Frente de Todos en el senado se fracturó tras la salida de cuatro senadores (Kueider, Snopek, Espínola y Catalfamo), los cuales se unirían con la senadora cordobesa Alejandra Vigo para formar el bloque «Unidad Federal». Frente a esto, el Frente de Todos pasaría a tener 31 legisladores, siendo la segunda minoría en el senado luego de los 33 legisladores de Juntos por el Cambio.

## Partidos integrantes

### Nacional
| Partido | Partido                                          | Líder                   | Ideología                | Posición                    |  |                       |                   |           |        |
| ------- | ------------------------------------------------ | ----------------------- | ------------------------ | --------------------------- |  | --------------------- | ----------------- | --------- | ------ |
| Partido | Partido                                          | Líder                   | Ideología                | Posición                    |  | Partido Justicialista | Alberto Fernández | Peronismo | Centro |
|         | Frente Renovador                                 | Sergio Massa            | Peronismo                | Centro a centroderecha      |  |                       |                   |           |        |
|         | Partido de la Cultura, la Educación y el Trabajo | Hugo Moyano             | Peronismo                | Centro                      |  |                       |                   |           |        |
|         | KOLINA                                           | Alicia Kirchner         | Kirchnerismo             | Centroizquierda             |  |                       |                   |           |        |
|         | Partido de la Victoria                           | Diana Conti             | Kirchnerismo             | Centroizquierda             |  |                       |                   |           |        |
|         | Nuevo Encuentro                                  | Martín Sabbatella       | Kirchnerismo             | Centroizquierda             |  |                       |                   |           |        |
|         | Proyecto Sur                                     | Jorge Selser            | Socialismo               | Centroizquierda a izquierda |  |                       |                   |           |        |
|         | Frente Grande                                    | Adriana Puiggrós        | Socialdemocracia         | Centroizquierda             |  |                       |                   |           |        |
|         | Partido Solidario                                | Carlos Heller           | Cooperativismo           | Izquierda                   |  |                       |                   |           |        |
|         | Unidad Popular                                   | Víctor De Gennaro       | Socialismo del siglo XXI | Izquierda                   |  |                       |                   |           |        |
|         | Partido de la Concertación FORJA                 | Gustavo Fernando López  | Radicalismo K            | Centroizquierda             |  |                       |                   |           |        |
|         | Partido Comunista                                | Victor Kot              | Comunismo                | Extrema izquierda           |  |                       |                   |           |        |
|         | Partido Comunista Revolucionario                 | Juan Carlos Alderete    | Comunismo                | Extrema izquierda           |  |                       |                   |           |        |
|         | Partido Intransigente                            | Enrique Gustavo Cardesa | Yrigoyenismo             | Izquierda                   |  |                       |                   |           |        |
|         | Soberanxs                                        | Amado Boudou            | Soberanismo              | Centroizquierda             |  |                       |                   |           |        |

### Provinciales[47]
| Partido | Partido                                          | Líder                   | Distritos                                          | Ideología                | Posición               |        |
| ------- | ------------------------------------------------ | ----------------------- | -------------------------------------------------- | ------------------------ | ---------------------- | ------ |
|         | Partido Justicialista                            | Alberto Fernández       | Todos los distritos exceptuando Córdoba y San Luis | Peronismo                | Tercera posición       |        |
|         | Frente Renovador                                 | Sergio Massa            | Todos los distritos                                | Peronismo                | Centro a centroderecha |        |
|         | Frente Grande                                    | Adriana Puiggrós        |                                                    | Socialdemocracia         | Centroizquierda        |        |
|         | Frente Patria Grande                             | Juan Grabois            | PBA                                                | Socialismo del siglo XXI | Izquierda              |        |
|         | KOLINA                                           | Alicia Kirchner         | Santa Cruz                                         | Kirchnerismo             | Centroizquierda        |        |
|         | Igualar Argentina                                | Carmela Moreau          | Salta                                              | Kirchnerismo             | Centroizquierda        |        |
|         | Nuevo Encuentro                                  | Martín Sabbatella       |                                                    | Kirchnerismo             | Centroizquierda        |        |
|         | Partido Comunista                                | Victor Kot              |                                                    | Comunismo                | Extrema izquierda      |        |
|         | Partido Comunista Revolucionario                 | Juan Carlos Alderete    |                                                    | Comunismo                | Extrema izquierda      |        |
|         | Partido Comunista (Congreso Extraordinario)      | Pablo Pereyra           | PBA                                                | Comunismo                | Extrema izquierda      |        |
|         | Partido de la Concertación FORJA                 | Gustavo Fernando López  |                                                    | Radicalismo K            | Centroizquierda        |        |
|         | Partido Conservador Popular                      | María Beatriz Ferreiro  | San Juan                                           | Conservadurismo          | Derecha                | [ 48 ] |
|         | Partido de la Cultura, la Educación y el Trabajo | Hugo Moyano             |                                                    | Peronismo                | Centro                 |        |
|         | Partido Fe                                       | Pablo Ansaloni          | PBA, Corrientes, La Rioja, Santa Fe                | Peronismo                | Centro                 |        |
|         | Partido Intransigente                            | Enrique Gustavo Cardesa |                                                    | Yrigoyenismo             | Izquierda              |        |
|         | Partido Solidario                                | Carlos Heller           |                                                    | Cooperativismo           | Centroizquierda        |        |
|         | Partido de la Victoria                           | Diana Conti             |                                                    | Kirchnerismo             | Centroizquierda        |        |
|         | Protectora Fuerza Política                       | José Luis Ramón         | Mendoza                                            | Socialdemocracia         | Centroizquierda        |        |
|         | Proyecto Sur                                     | Jorge Selser            |                                                    | Socialismo               | Centroizquierda        |        |
|         | Unidad Popular                                   | Víctor De Gennaro       |                                                    | Socialismo del siglo XXI | Izquierda              |        |
|         | Avancemos por El Progreso Social                 | Matias Tombolini        | CABA                                               | Socialdemocracia         | Centroizquierda        |        |

## Propuestas
La plataforma del Frente de Todos contempla diversas propuestas entre las que se destacan:
Economía
- Eliminar el IVA de la canasta básica[50]
- Eliminar las retenciones a la industria, economías regionales y servicios basados en el conocimiento[51]
- Desdolarización de las tarifas de servicios públicos[51]
- Renegociación de la deuda externa[52]
- Régimen especial de inversiones para Vaca Muerta[49]

Desarrollo social
- Destinar el 1,5 % del presupuesto a primera infancia[50]
- Plan «Argentina sin hambre»[53]
- Aumento inmediato del 20 % en las jubilaciones[51]

Salud
- Recuperar el Ministerio de Salud[49]
- Plena cobertura en medicamentos para afiliados al PAMI[50]
- Seguro para enfermedades de alto costo[49]

Ciencia y tecnología
- Recuperar el Ministerio de Ciencia[49]
- Recomposición salarial al personal científico y aumento en el número de ingresantes anuales[54]
- Aumento presupuestario para el sector[54]
- Creación de nuevas empresas estatales de base tecnológica, siguiendo el modelo de INVAP[54]
- Beneficios fiscales para las empresas que inviertan en I+D[54]

Institucionalidad
- Descentralización del gobierno[55]
- Períodos de «enfriamiento» para los funcionarios que pasan de la gestión pública a la privada[50]

Justicia y seguridad
- Juicios por jurados[50]
- Mediación en casos de protesta social[49]
- Creación del Observatorio de Seguridad Pública para generar conocimiento sobre las problemáticas de inseguridad[49]
- Programa Federal de Protección Integral de las Mujeres contra hechos de Violencia y Discriminación[49]
- Programa Federal de Control del Narcotráfico[49]

## Representación provincial

### 2021-2023
| Provincia           | Legisladores nacionales | Legisladores nacionales | Gobernador/a    | Gobernador/a               | Nombre de la coalición                       | Legisladores provinciales | Legisladores provinciales | Situación |
| Provincia           | Diputados               | Senadores               | Gobernador/a    | Gobernador/a               | Nombre de la coalición                       | Diputados                 | Senadores                 | Situación |
| ------------------- | ----------------------- | ----------------------- | --------------- | -------------------------- | -------------------------------------------- | ------------------------- | ------------------------- | --------- |
| Buenos Aires        | 34/70                   | 1/3                     |                 | Axel Kicillof (PJ)         | Frente de Todos                              | 43/92                     | 23/46                     | Gobierno  |
| CABA                | 7/25                    | 1/3                     |                 |                            | Frente de Todos                              | 19/60                     |                           | Oposición |
| Catamarca           | 3/5                     | 2/3                     |                 | Raúl Jalil (PJ)            | Frente de Todos                              | 24/41                     | 14/16                     | Gobierno  |
| Chaco               | 4/7                     | 2/3                     |                 | Jorge Capitanich (PJ)      | Frente Chaqueño                              | 17/32                     |                           | Gobierno  |
| Chubut              | 3/5                     | 1/3                     |                 | Mariano Arcioni (FR)       | Frente Arriba Chubut                         | 8/27                      | Gobierno                  |           |
| Córdoba             | 3/18                    | 0/3                     |                 |                            | Identidad Peronista                          | 2/70                      | Oposición                 |           |
| Corrientes          | 3/7                     | 0/3                     |                 |                            | Frente Corrientes de Todos                   | 7/30                      | 4/15                      | Oposición |
| Entre Ríos          | 4/9                     | 0/3                     |                 | Gustavo Bordet (PJ)        | Frente Justicialista Creer Entre Ríos        | 20/34                     | 13/17                     | Gobierno  |
| Formosa             | 3/5                     | 2/3                     |                 | Gildo Insfrán (PJ)         | Frente de la Victoria                        | 20/30                     |                           | Gobierno  |
| Jujuy               | 3/6                     | 0/3                     |                 |                            | Frente Justicialista Frente Juntos por Jujuy | 17/48                     | Oposición                 |           |
| La Pampa            | 2/5                     | 1/3                     |                 | Sergio Ziliotto (PJ)       | Frente Justicialista Pampeano                | 17/30                     | Gobierno                  |           |
| La Rioja            | 4/5                     | 1/3                     |                 | Ricardo Quintela (PJ)      | Frente de Todos                              | 29/36                     | Gobierno                  |           |
| Mendoza             | 4/10                    | 1/3                     |                 |                            | Frente Político y Social Elegí               | 17/48                     | 13/38                     | Oposición |
| Misiones            | 2/7                     | 1/3                     |                 |                            | La Fuerza de Todos                           | 4/40                      |                           | Oposición |
| Neuquén             | 2/5                     | 2/3                     |                 |                            | Frente de Todos                              | 3/35                      | Oposición                 |           |
| Río Negro           | 2/5                     | 2/3                     | Vamos con Todos | 5/46                       | Oposición                                    |                           |                           |           |
| Salta               | 4/7                     | 2/3                     | Frente de Todos | 5/60                       | 3/23                                         | Oposición                 |                           |           |
| San Juan            | 4/6                     | 2/3                     |                 | Sergio Uñac (PJ)           | Frente Todos por San Juan                    | 25/36                     |                           | Gobierno  |
| San Luis            | 2/5                     | 1/3                     |                 | Alberto Rodríguez Saa (PJ) | Unión por San Luis                           | 24/43                     | 7/9                       | Gobierno  |
| Santa Cruz          | 3/5                     | 1/3                     |                 | Alicia Kirchner (Kolina)   | Frente de Todos                              | 20/24                     |                           | Gobierno  |
| Santa Fe            | 7/19                    | 1/3                     |                 | Omar Perotti (PJ)          | Frente Juntos                                | 7/50                      | 12/19                     | Gobierno  |
| Santiago del Estero | 7/7                     | 3/3                     |                 | Gerardo Zamora (Ind.)      | Frente Cívico por Santiago                   | 28/40                     |                           | Gobierno  |
| Tierra del Fuego    | 3/5                     | 2/3                     |                 | Gustavo Melella (FORJA)    | Unidos Hacemos Futuro                        | 8/15                      | Gobierno                  |           |
| Tucumán             | 5/9                     | 2/3                     |                 | Juan Manzur (PJ)           | Frente de Todos por Tucumán                  | 35/49                     | Gobierno                  |           |

## Resultados electorales

### Elecciones presidenciales
|  | 47,79 % |

|  | 48,24 % |

### Elecciones al Congreso

#### Cámara de Diputados
|  | 46,61 % |

|  | 34,56 % |

#### Senado
|  | 46,30 % |

|  | 29,83 % |